# Liste der Einträge im National Register of Historic Places im Fannin County (Texas)
Die Liste der Registered Historic Places im Fannin County führt alle Bauwerke und historischen Stätten im texanischen Fannin County auf, die in das National Register of Historic Places aufgenommen wurden.

## Aktuelle Einträge
| Lfd. Nr. | Name im NRHP                             | Bild | Datum der Eintragung | Adresse/Lage                                                                              | Ort         | NRHP-ID  | Beschreibung |
| -------- | ---------------------------------------- | ---- | -------------------- | ----------------------------------------------------------------------------------------- | ----------- | -------- | ------------ |
| 1        | Clendenen-Carleton House                 |      | 14. Mai 1979         | 803 N. Main St.                                                                           | Bonham      | 79002937 |              |
| 2        | Haden House                              |      | 8. Jan. 1980         | 603 W. Bonham St.                                                                         | Ladonia     | 80004118 |              |
| 3        | Lake Fannin Organizational Camp          |      | 4. Juni 2001         | 1 mi. W jct of Cty. Rd. 2025 and State Farm-to-Market Rd. 2554, Caddo National Grasslands | Duplex      | 01000611 |              |
| 4        | Nunn House                               |      | 8. Juni 1998         | 505 W. 5th St.                                                                            | Bonham      | 80004117 |              |
| 5        | Sam Rayburn Library and Museum           |      | 6. Mai 2005          | 800 W. Sam Rayburn Dr.                                                                    | Bonham      | 05000386 |              |
| 6        | Samuel T. Rayburn House                  |      | 5. Juni 1972         | 1.5 mi. W of Bonham on U.S. 82                                                            | Bonham      | 72001361 |              |
| 7        | State Highway 78 Bridge at the Red River |      | 20. Dez. 1996        | OK 78, across the Red River at the OK-TX state line                                       | Ravenna     | 96001517 |              |
| 8        | Texas and Pacific Railroad Depot         |      | 9. Jan. 1997         | 1 Main St.                                                                                | Bonham      | 96001564 |              |
| 9        | Thomas and Katherine Trout House         |      | 23. Aug. 1984        | 705 Poplar St.                                                                            | Honey Grove | 84001664 |              |